# Castelferrus
Castelferrus é uma comuna francesa na região administrativa de Occitânia, no departamento de Tarn-et-Garonne. Estende-se por uma área de 8,39 km². Em 2010 a comuna tinha 487 habitantes (densidade: 58 hab./km²).